# Guancsok

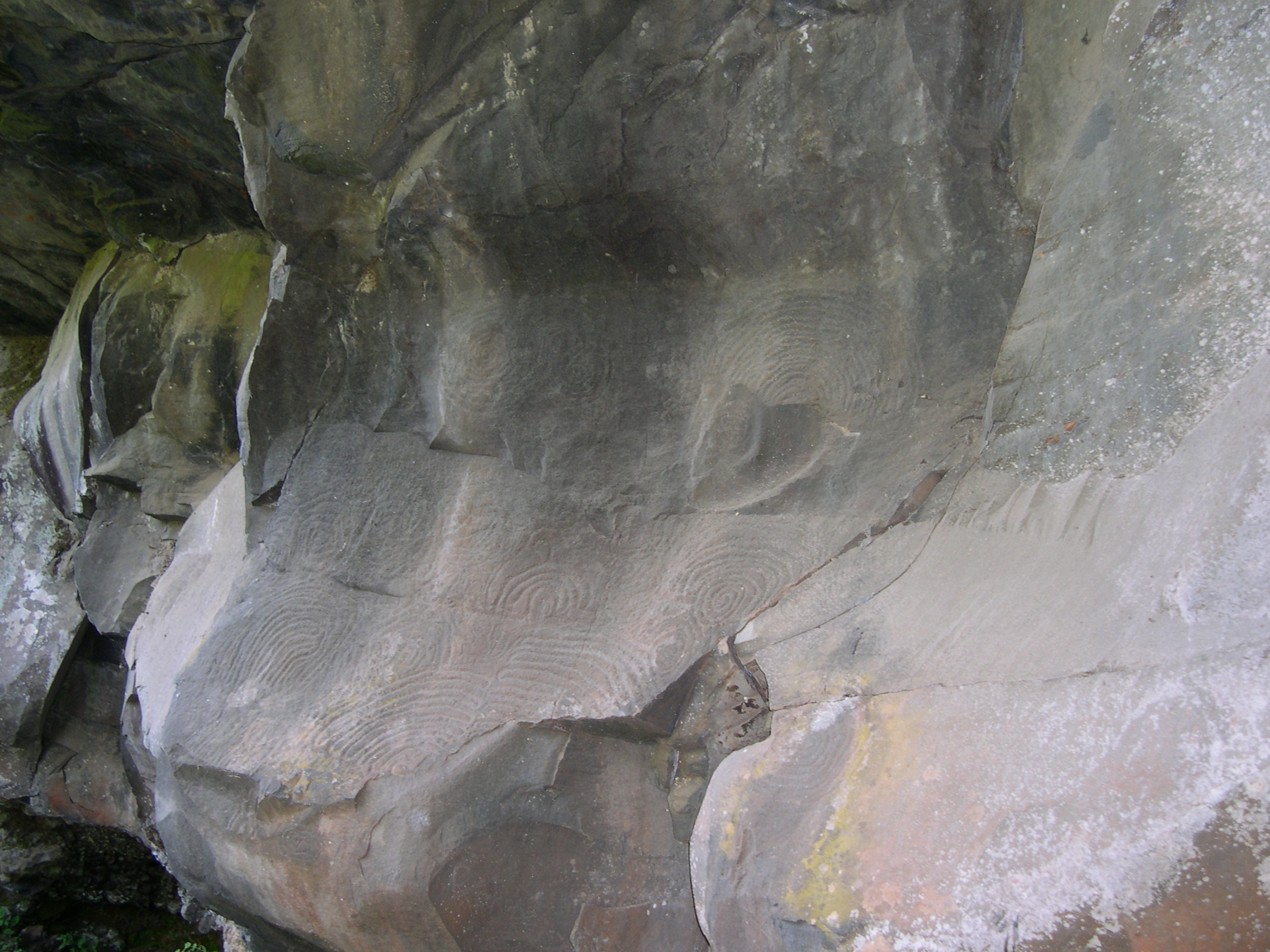
Guancs sziklavésetek La Palmában

A Kanári-szigetek őslakosait általában guancsoknak nevezték, bár szigorúan véve csak Tenerife eredeti népességének volt ez a neve, a többi lakott sziget népeinek külön nevei voltak. Gran Canaria őslakóinak eredeti neve a canario (egyesszám) volt, La Gomera: gomero; El Hierro: bimbache vagy bimbape, Lanzarote: majo vagy maho, Fuerteventura: majorero vagy majo, La Palma: benahoarita vagy auarita. Az őslakók az i. e. 1. évezred derekán érkeztek több hullámban a szigetcsoportra a közeli afrikai partokról. Etnikailag a berberek közül származnak. Ősi kultúrájuk csak nyomokban maradt fenn, ilyen a La Gomera szigeteken használt „füttyös” el silbo nyelv. Az őslakosok egy része kihalt a spanyol gyarmatosítás során, más részük beolvadt a spanyol telepesek soraiba.

## Nevük etimológiája
A guancsinet vagy acsinet kifejezés eredeti, szó szerinti jelentése "tenerifei ember" (a guan = személy és a csinet = tenerife szavakból) Juan Núñez de la Peña szerint a kasztíliaiak változtatták meg "guancsosz"-ra.

## Eredetük

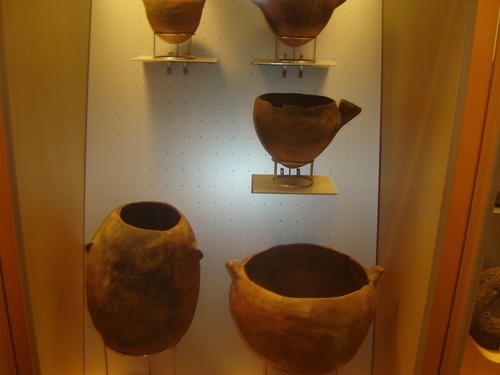
Guancs cserépedények (Museo de la Naturaleza y el Hombre, Tenerife)

A teljesen europid alkatú tenerifeiek származása sokáig foglalkoztatta és mindmáig foglalkoztatja a tudósokat. Egyes elképzelések szerint őseik az Ibériai-félszigetről érkezett kelta bevándorlók lehettek, mások szerint a baszkokkal állhattak rokonságban. Népszerű volt az a romantikus elképzelés, hogy messze délre vetődött viking kalandozók telepedhettek meg a szigeten.
A szénizotóp-vizsgálatok és a modern genetikai kutatások azonban kimutatták, hogy a szigetek őslakosai az északnyugat-afrikai berber népességből érkeztek legalább két hullámban. A legelfogadottabb elméletek szerint az első csoportok letelepedésére az i. e. 1. évezred derekán kerülhetett sor. A szigetekre történt áthajózásukról, vízi eszközeikről nem maradt fenn információ. Ugyancsak ismeretlen a kivándorlásuk oka. A legelfogadottabb elméletek szerint menekültek ellenségeik, esetleg saját népük más csoportjai elől, és vízi eszközeik kezdetleges, „egyszer használatos” csónakok vagy tutajok lehettek, amik alkalmasak voltak kisebb testű háziállatok, sertés és juh szállítására, de például szarvasmarhát nem tudtak magukkal vinni.

### Populációgenetika
A Nicole Maca-Meyer és munkatársai által a European Journal of Human Genetics-ben 2003-ban publikált cikkben összehasonlította a (Kanári-szigetek régészeti területeiről gyűjtött) őslakos guancs mtDNS-t a mai Kanári-szigeteki lakosokéval, és azt a következtetést vonta le, hogy „a lakosság által elszenvedett folyamatos változások (spanyol gyarmatosítás, rabszolga-kereskedelem) ellenére a Kanári-szigeteki génállomány jelentős részét (42-73%-át) az őslakosok (közvetlen anyai) mtDNS-vonalai alkotják. Noha a guancsok legvalószínűbb ősei a berberek, levezették, hogy a Kanári-szigetekre való bevándorlási hullámot követően a jelentősebb népmozgások (pl. a berberek iszlám arab megszállása) átrajzolták Északnyugat-Afrika népességének térképét” és „az eredmények - anyai oldalról - alátámasztják a feltételezést, miszerint a 16. század végén a Kanári-szigetek lakosságának legalább kétharmadának volt egy bennszülött szubsztrátja, ahogy azt előzőleg történelmi és antropológiai adatokból is levezették”. Az mtDNS U haplocsoportjának U6b1 szubkládja Kanári-szigetek-specifikus, emellett a leggyakoribb mtDNS haplocsoport, amit a bennszülött guancs régészeti sírokban találtak.

## Történelmi háttér

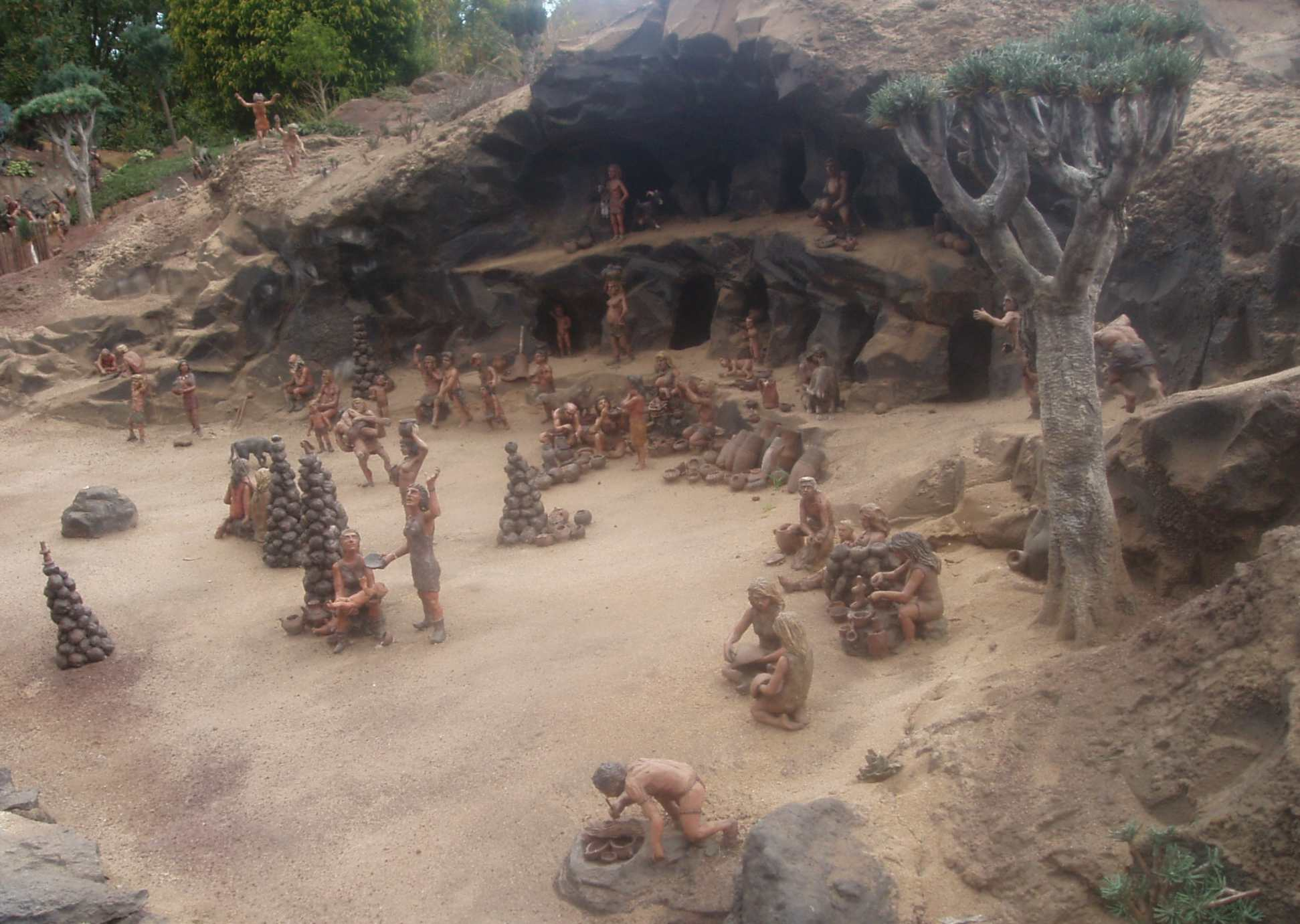

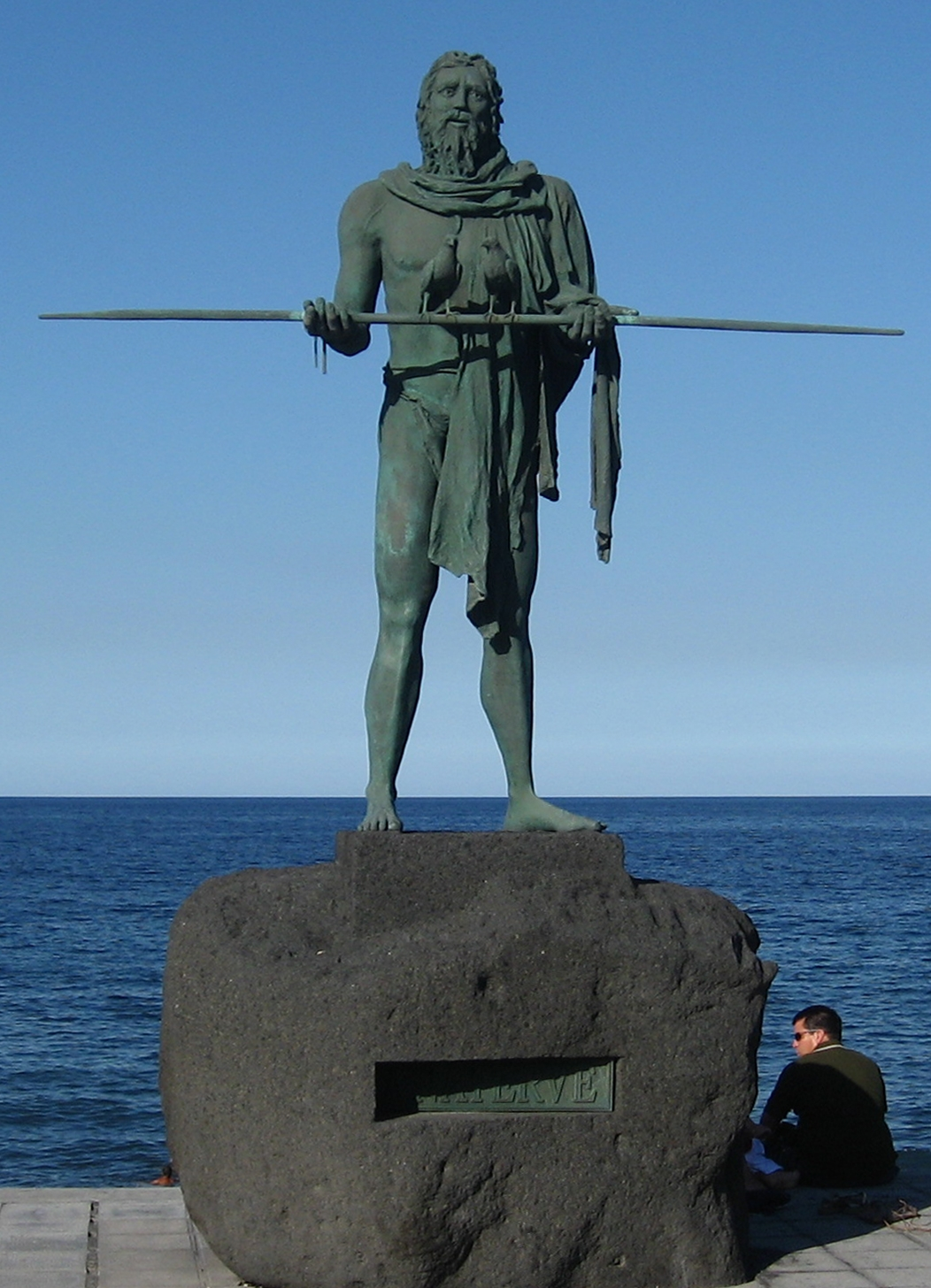
A guancs Añaterve mencey (törzsfő) szobra. Candelaria (Tenerife)

A Kanári-szigetek egyes szigetein a 15. századi kasztíliai hódítást megelőzően viszonylag elszigetelten éltek a népcsoportok. (A genovaiak, a portugálok és a kasztíliaiak feltehetően már a 8. század második felétől kezdve megjelentek a szigeten). A guancs kifejezést az egész szigetvilág őslakosaira kezdték használni.
Sok guancs az új gyarmatosítókkal folytatott harcok során vesztette életét. Mások a megszállók által behozott fertőző betegségeknek estek áldozatul, melyekre – a régóta tartó elszigeteltség miatt – nem voltak elég immunisak.
Néhány szigeten különféle mediterrán civilizációk nyomainak tulajdonított petroglifákat találtak. 1752-ben Domingo Vandewalle, Las Palmas katonai kormányzója próbálkozott ezek feltárásával. Aquilino Padrón, egy ottani pap több vésetet feljegyzett az El Hierro szigeten található El Julan szikláiról, valamint La Candía és La Caleta területéről. 1878-ban Dr. R. Verneau további sziklavéseteket fedezett fel Las Balos vízmosásaiban, melyek a római megszállás korabeli, vagy azelőtti, líbiai és numidiai íráshoz hasonlítottak. Más helyeken a líbiai-berber írást is beazonosították. Az európai krónikák szerint azonban a római megszállás időszakában a guancsoknak nem volt egységes írásrendszerük.

### A spanyol megszállás előtt
A guancs lakosságról szóló legelső feljegyzéseket csupán i. sz. 1150-ben, Idríszi arab földrajztudós II. Roger szicíliai királynak írt könyvében, a Nuzhat al-musztak-ban találjuk meg. Idríszi ebben beszámol az úgynevezett mugharrarinok („kalandozók”) atlanti-óceáni utazásáról. Első fordítója, Pierre Amédée Jaubert szerint, amikor a mugharrarinok elértek a "ragacsos és bűzlő vizekhez" (feltehetően a Sargasso-tengerhez), visszafordultak és egy lakatlan szigethez értek (Madeira vagy El Hierro szigetére), ahol "nagyon sok, keserű és ehetetlen húsú juhot" találtak, majd "továbbmentek dél felé", és elértek egy szigetre, ahol hamarosan mindenhonnan kutyaugatás hallatszott, majd eljutottak "egy faluba, melynek lakói többnyire hosszú szőke vagy lenszínű hajat viseltek, asszonyaik pedig ritka szépséggel rendelkeztek". Az egyik falulakó tudott arabul, és megkérdezte, honnan jöttek, majd a falu főnöke megparancsolta a falusiaknak, hogy vigyék őket vissza arra a helyre, ahol a berberek meglepően szívélyesen fogadták őket. A történet csodálatos és különös tartalmán kívül ez a leírás arról számol be, hogy a guancsok csupán szórványosan léptek kapcsolatba a szárazföldi népekkel.
A 14. század folyamán a guancsoknak feltehetően már más kapcsolatuk volt a spanyolországi baleár-szigeteki tengerészekkel, amit a Kanári-szigeteken talált tárgyi emlékek is alátámasztanak.

### A spanyol megszállás

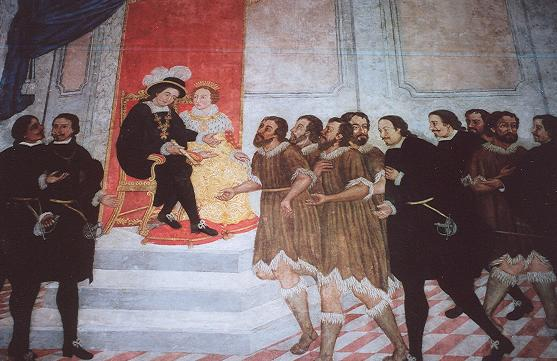
Alonso Fernández de Lugo bemutatja a Tenerifén foglyul ejtett guancs királyokat Ferdinándnak és Izabellának

A szigetvilág spanyol megszállása 1402-ben kezdődött el Jean Béthencourt és Gadifer de la Salle Lanzarote szigetén tett expedíciójával. Gadifer könnyűszerrel meghódította Lanzarote és Fuerteventura szigetét, mivel az éhséggel küzdő, kezdetleges mezőgazdasággal rendelkező őslakosok nagy része önként alávetette magát a kasztíliai hatalomnak.
A másik öt sziget ellenállt. Következőnek El Hierro szigete és a Bimbache bennszülöttek estek el. Utánuk következett La Gomera, Gran Canaria, La Palma, majd 1496-ban Tenerife.
Tenerife volt a legsikeresebb a kasztíliai hódítók elleni küzdelemben. 1494. május 31-én a La Matanza-nak, azaz "A mészárlás"nak is nevezett első acentejói csatában a guancsok kövekkel és lándzsákkal beszorították a kasztíliaiakat egy völgybe, és sokat közülük megöltek. Csupán egyötödük élte túl a támadást, köztük Alonso Fernández de Lugo, az expedíció vezetője. Lugo a sziget déli részén uralkodó királyokkal kötött szövetségtől támogatva visszatért a szigetre, és az aguerei csatában legyőzte a guancsokat. Az északi Menceyato-k, vagy tartományok 1496-ban estek el, a második acentejói csatában, ahol Bencomo taorói király (Mencey de Taoro) örökösét, Bencort is legyőzték. Ezt a helyet nevezik ma Orotava völgynek.

## Társadalom

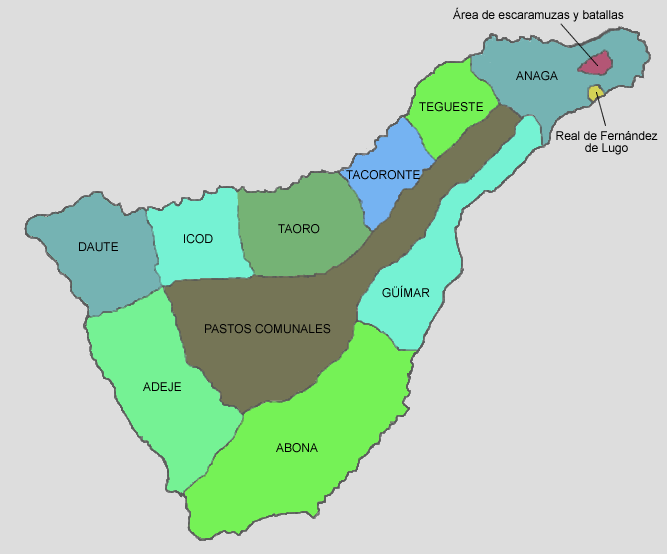
Tenerife a kasztíliai hódítás előtt

A kőkorszaki körülmények között, elszigetelten élő őslakók a különböző szigeteken más-másféle társadalmi szerkezetet alakítottak ki. A legtöbb szigeten belül sem volt egységes állam, hanem azok több különböző törzsfő uralma alatt voltak. A hézagos és gyakran ellentmondó középkori európai források ezek a helyi főnököket hagyományosan királyoknak nevezik, bár hatalmuk össze sem hasonlítható az európai uralkodókéval. A főnökök hatalma öröklődött, egyes helyek apáról fiúra (primogenitúra), másutt a testvérre (levirátus).
Gran Canaria szigete két területre oszlott, az északi rész neve Galdar, a délié Telde volt. Az északi uralkodó, a guanarteme hatalma egyes kérdésekben kiterjedt délre is, úgyhogy az utóbbi szuverenitása korlátozott volt. Egyes források szerint ezen a szigeten nőágon öröklődő autokrácia volt. Gran Canarián az öngyilkosság tiszteletreméltó is lehetett: valahányszor beiktattak egy királyt, egy alattvaló a szakadékba ugrott.
A Gran Canaria-i uralkodó, a guanarteme időnként összehívta tanácsosait (guaires). A szabad ég alatt gyűlés helyszíne a tagaror volt, a kőülések félkörét alacsony fal választotta el a köznéptől. A szegényebbek a part közelében éltek és főleg halakkal, kagylókkal táplálkoztak. A tehetősebbek a belső területeken legeltették állataikat, illetve művelték kis parcelláikat. Az egyszerű emberek rövid hajat viseltek, a „nemesek” megnövesztették hajukat. Bűn elkövetése esetén a szegényeket nappal, a gazdagokat napnyugta után büntették. Gran Canaria szigetén létezett a halálbüntetés, Tenerifén nem, de a bűnöstől elkobozták állatait, kizárták a földek elosztásából. A halálbüntetést úgy hajtották végre, hogy a bűnöst lapos kőre fektették, és egy nagyobb kővel szétzúzták a fejét vagy mellkasát. Hierro szigetén a börtön neve benisahare volt.
Tenerife szigete kilenc kis „királyságra”, törzsi területre (menceyato) oszlott, amelyek felett a törzsfőnök (mence) uralkodott. Minden föld a főnököké volt, akik évente újraosztották azt alattvalóiknak bér fejében. A főnökök időnként találkozókon egyeztettek közös ügyeikről.
A kisebbek közé tartozó La Palma szigeten 12 apró törzsi terület osztozott. Az egyes főnökök között gyakorik voltak a viták, összecsapások. Gomera szigetén négy törzsi terület volt, név szerint Mulagua, Agona, Ipalan és Orone.

### A nők helyzete
A nők szerepe változatos volt, de befolyásuk általában jelentősnek bizonyult. Ennek egyik oka az lehetett, hogy a gyakran fenyegető túlnépesedés elleni „születésszabályozás” fő módszere az első utáni lány újszülöttek meggyilkolása volt, aminek következtében a nők aránya a lakosságban alacsonyabb volt a férfiakénál. Egyes helyeken többférjűség, poliandria volt, mint Lanzarote szigetén, ahol egy nőnek három férje is lehetett. Más szigeteken monogámia volt. Poligámia, többnejűség sehol nem alakult ki, különös tekintettel arra is, hogy a szűkös gazdasági lehetőségek nem tették lehetővé nagy családok eltartását. Ha egy fegyveres férfi megsértett egy nőt, az főbenjáró bűntettnek számított. Akit bűntettel vádoltak meg, a közösség ítélőszéke elé állt. Tenerifén viszont a férj eltaszíthatta feleségét, és akkor a gyermekeik „törvénytelenné” váltak. Gran Canaria szigetén a források szerint a házasság előtt álló lányokat elszigetelték és túltáplálták, majd felhízlalásuk után egy főnök gyakorolta rajtuk az első éjszaka jogát.A Gomera szigetén uralkodó szokások szerint a házigazda felajánlotta feleségét a vendég számára. El Hierro szigetén – a világszerte elterjedt ősi szokásokhoz hasonlóan – a vőlegény háziállatokkal fizetett a feleségéért.

## A guancsok nyelve
A mára kihalt guancs nyelv a mai berber nyelvek őséből származott, a délnyugat-marokkói silha nyelvjáráshoz állt közel. A különböző szigetek lakói közötti kapcsolatok meggyengülése miatt az egyes szigetek nyelve is lényegesen különbözött egymástól. A spanyol gyarmatosítás után az ősi nyelv hamarosan kikopott a használatból, de többezer szót sikerült belőle feljegyezni, amik szokásokat, használati tárgyakat jelöltek. A 16. században a bennszülöttek temetési szertartásain még saját nyelvükön énekeltek búcsúztató dalokat. Fennmaradtak egyes híres bennszülött személyiségek nevei, valamint a helynevek, amik közül sok ma is használatos.
A guancs nyelvből fennmaradt néhány kifejezés, szótári szó, és egyes családok által máig viselt ősi törzsfők nevei is pozitív hasonlóságot mutatnak a berber nyelvekkel. Az első megbízható beszámoló a nyelvről 1341-ből, Nicoloso da Recco genovai felfedezőtől származik, ami a szigetlakók által használt számok fordítását is tartalmazta.
La Gomera szigetén maradt fenn a helyi füttynyelv, az el silbo, ami a szakadékos terepen elősegítette a lakosok közötti távoli kommunikációt.

## Kultúra
A guancs őslakosság kultúrája a Kanári-szigeteken a letelepedésüktől a 15. század végéig újkőkori jellegű volt. Elszigeteltségük miatt lényegében nem tudták meghaladni azokat a viszonyokat, amelyeket az őshazából hoztak magukkal. Amikor Európában már megszülettek a középkori kultúra nagyszerű eredményei például az építészet, festészet területén, itt a lakosság barlangokban vagy nagy kövekből összerakott primitív építményekben élt, aminek falait esetleg növényi anyagokból nyert festékekkel díszítették néhány színben. Kerámiájukat egyszerű geometrikus vonalakkal látták el. Nem ismerték a kereket, a fémeket, az írást, bár néhány sziklarajzuk az írás felé mutató jeleket tartalmazott. Szerszámaikat kőből készítették, de kovakő nem volt a szigeten. 
Ami minimális fejlődés lezajlott a különböző szigeteken, az viszont egymástól eltérő irányba terelte az egyes közösségeiket.  

### Fegyverzet, harcmodor és sportok

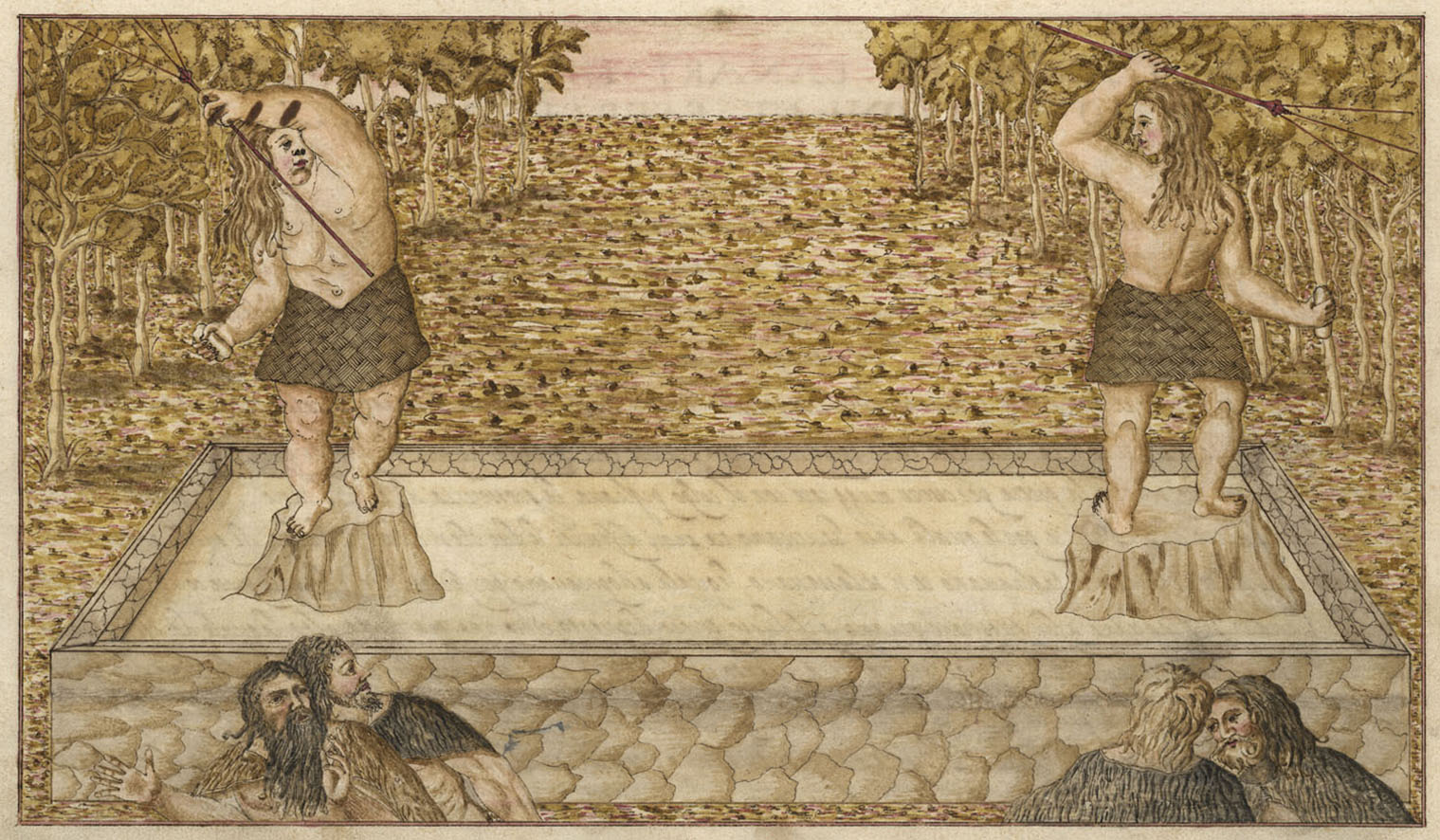
Harci játék

Fegyverük kihegyezett, tűzben edzett végű hosszú bot volt, valamint a mindenütt megtalálható kődarabok, amiket nagy erővel dobtak ellenfelükre.
Fizikailag erős, gyors mozgású emberek voltak. Nagy ügyességgel mozogtak a sziklás hegyeken, a hódító spanyolok számára elképesztő ugrásokat hajtottak végre a szakadékok felett, gyakran hosszú botok segítségével, a mai rúdugrásra emlékeztető módokon. Egyik sportjuk pedig a botjaikkal folytatott küzdelem és a rájuk hajított kövek elől való kitérés volt, amit a spanyol krónikák lucha de palo néven jegyeztek fel. A viadalok egyik változata során a harcosok egy kis emelvényen foglaltak helyet egymástól nyolc lépésre és köveket dobáltak egymásra, amik elől úgy kellett kitérniük, hogy nem hagyták el a helyüket. Antonio de Nebrija 16. századi spanyol tudós számolt be arról, hogy egy szigetlakó Sevillában bemutatót tartott, amelynek során bal lábát egy helyben tartva kisebb-nagyobb testmozdulatokkal kitért bármilyen kő elől, amit nyolc lépésről felé hajítottak.
Másik sportjuk a kanári-szigeteki birkózás volt, amit Antonio de Viana írt le részletesen 1604-ben. Ez ma is népszerű a szigeteken, és a kivándorlók Latin-Amerika egyes országaiban is elterjesztették.

### Mitológia és vallás

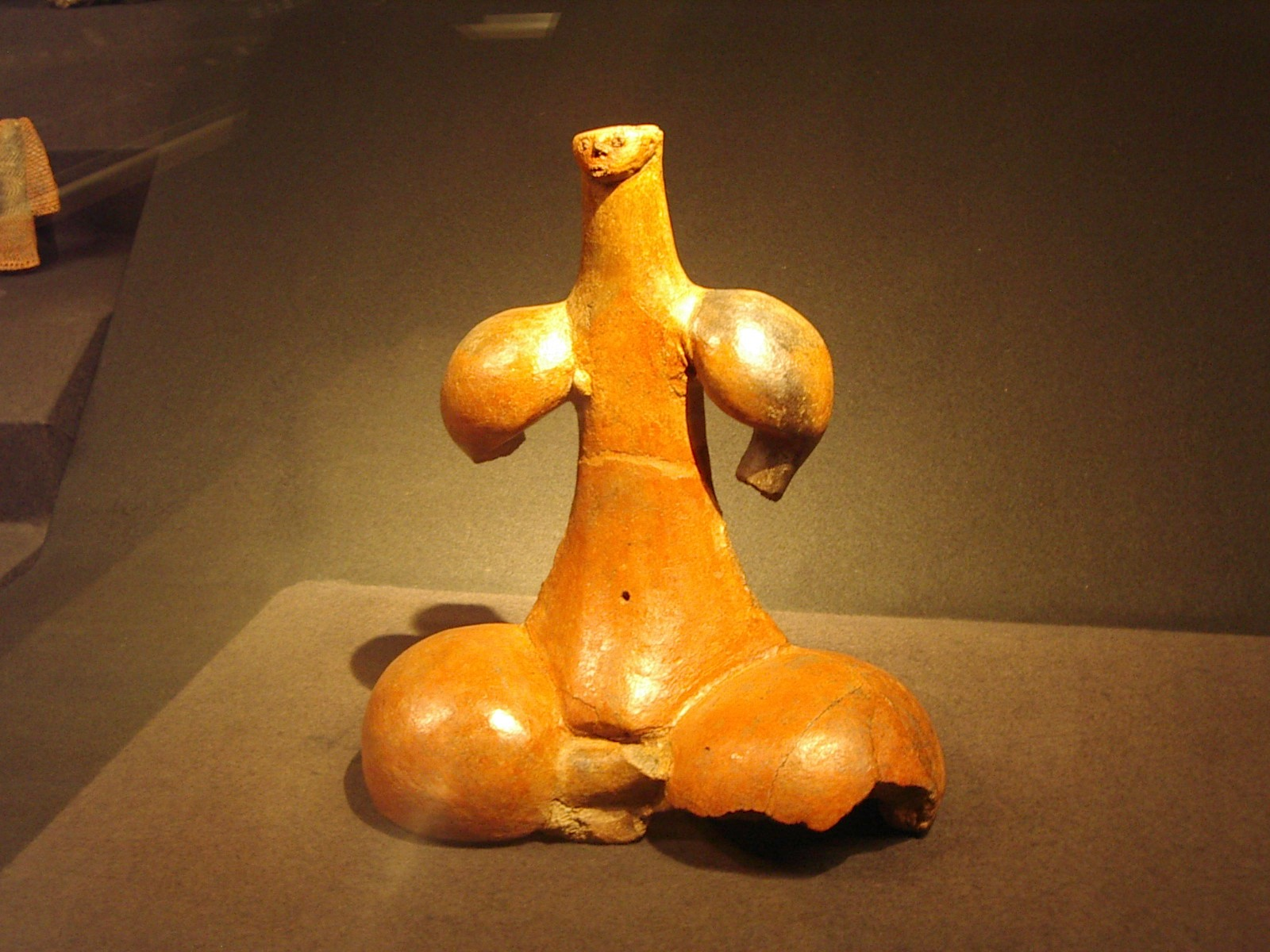
Guancs bálvány

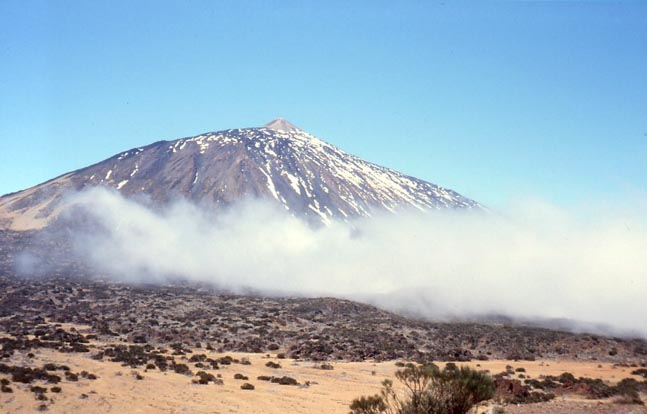
A Teide hegy Tenerifén

A guancsok vallása egyfajta fetisizmus volt. Szent helyeiken (nevük Gran Canarián almogares, Fuertaventurán efequenes volt) szertartásokat végeztek, de az  egyes emberek, családok, bálványokat is imádtak otthonaikban. Hierro szigetén a férfiak és a nők külön-külön a saját nemüket képviselő bálványt imádtak.
Gran Canaria szigetén a papok neve faicanes volt, emellett működtek a szüzek vallási közösségei, a maguadas. Nagy szárazság idején esőért imádkoztak, és levonultak a tengerpartra, ahol gallyakkal, botokkal verték a vizet a csapadék reményében.
A guancsok legfontosabb ismert szertartása a halottak mumifikálása volt. Az így kezelt holttesteket barlangokban helyezték el. A 18. században Tenerifén egy ilyen temetkezési barlangban több mint ezer múmiát találtak, előttük ételáldozatokkal. A helyi múzeumokban ma is számos múmiát őriznek jó állapotban.

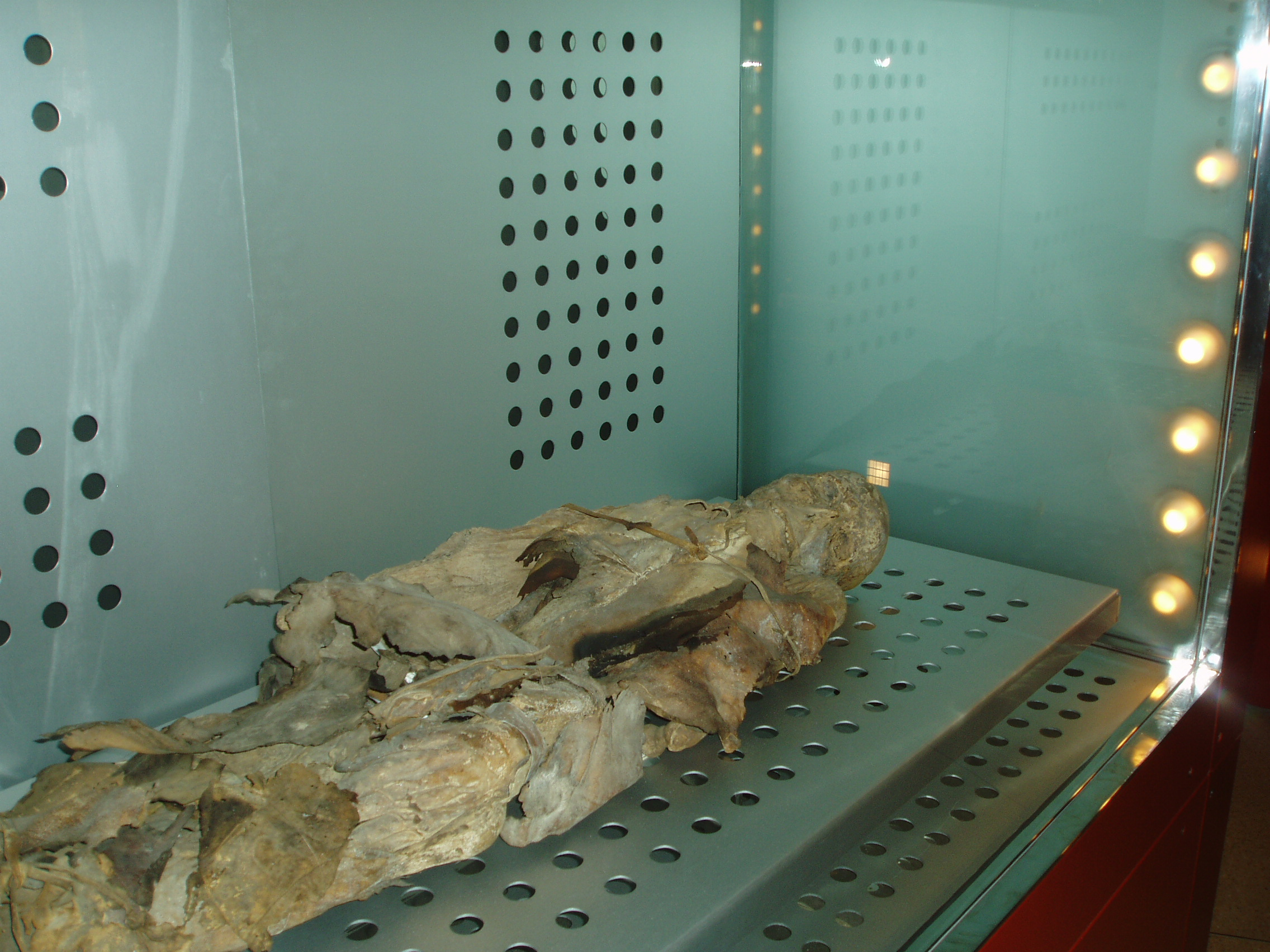
A San Andrés-i múmia, a Museo de la Naturaleza y el Hombre-ben (Tenerife, Kanári-szigetek).

## Mindennapi élet

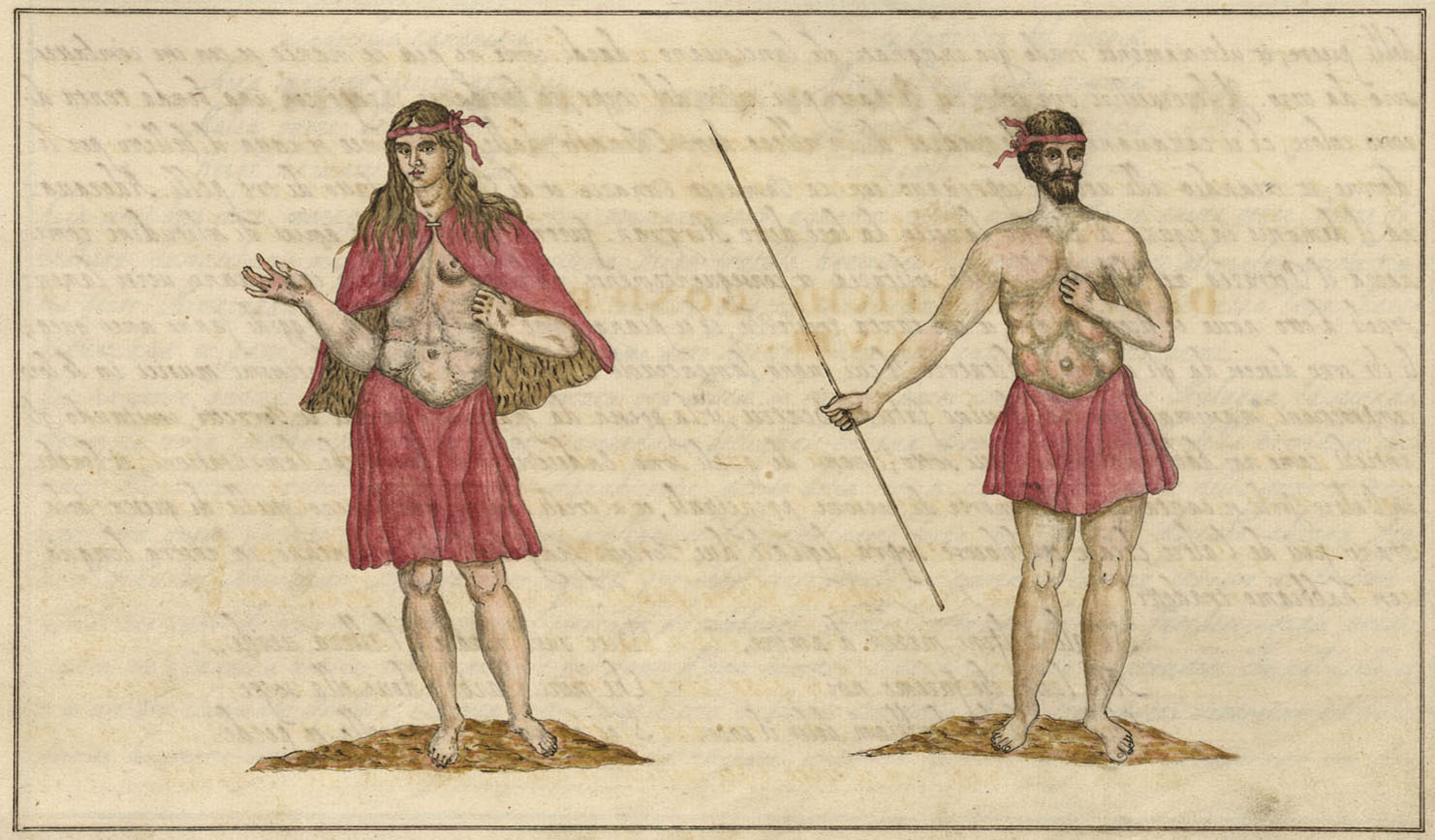
La Gomera szigetének őslakói Torriani rajzán

Az őslakók a nagy kövekből összetákolt házaikban vagy barlangokban éltek a száraz, enyhe éghajlaton. Lakhelyük egyik sarkában volt a szalmából és állatbőrökből álló fekhely, a másikban a tűzhely. Tüzet keményfa és puhafa összedörzsölésével csiholtak. Köralakú malomkövek között őrölték mindennapi élelmük fő alapanyagát, a gofiót, ezt az árpából és/vagy páfránygyökerekből készült lisztet, ami – immár nemesebb alapanyagokból is – ma is a kanári-szigeteki étkezés egyik fő eleme, sőt Latin-Amerikában is elterjedt. Gran Canaria szigetén a gabonát közös hombárokba gyűjtötték. Emellett természetesen a birkák és kecskék tejét, zsírját, húsát is hasznosították. A húst szinte nyersen, vagy a napon szárítva fogyasztották. A tengerparton horoggal, hálóval és este lámpásokkal és botokkal is halásztak, valamint kagylókat gyűjtöttek. A halászathoz helyenként a kanári kutyatej mérgező nedvét alkalmazták, ezt a vízbe juttatva kábították el a halakat. El Hierro szigetén a közös ünnepi lakomák neve guatatiboa volt.
További eszközeik voltak még a bőrzsák, amiben készítették illetve tartották a vajat, néhány egyszerű kerámiaedény, csonttűk az állatbőrök varrásához, kőből készült vágóeszközök, szárított gyógynövények és rossz szellemektől védő agyagbálványok.
Az egyenletesen enyhe, száraz éghajlat nem támasztott nagy követelményeket a ruházkodással szemben sem. A birkáik és kecskéik bőréből készítették ruháikat, sőt lábbelijüket is. Fuerteventura szigetének őslakói olyan híressé váltak az általuk készített ilyen lábbelikről, a mahókról (majo), hogy a szigetlakókat is mahoreróknak nevezték (majorero). díszesebb ruháikat pálmalevelekből varrták össze. Élénk színű növényi festékekkel dekorálták arcukat, testüket.
Megjegyzendő, hogy a Leonardo Torriani 1590-ben sok rajzot készített a bennszülöttek ruházatáról, de ezek a képek már a spanyol hódítók által döntő mértékben befolyásolt ruházatot ábrázolták.